# Дејан Васић (рукометаш)
Дејан Васић (Београд, 11. април 1976) је српски рукометаш. Наступа на позицији голмана. Од септембра 2011. године игра за РК Партизан.

## Успеси
Учествовао је на Светском првенству за јуниоре 1995. у Аргентини у саставу репрезентације СР Југославије.
Са Партизаном је у свом првом боравку у Хумској освојио првенство СР Југославије 1994, 1995. и 1999. и куп СР Југославије 1994. и 1998. године.
Првак Србије је постао у сезони 2009/10. када је наступао за Колубару која је освојила Суперлигу 2009/10. као и у сезони 2011/12. са Партизаном.
Куп Србије је освајао 2009. и 2010. године са Колубаром и 2012. са Партизаном.
Суперкуп Србије је освајао 2011. и 2012. са Партизаном.